# Speer und Er
Speer y Hitler (título original: Speer und Er, "Speer y él") es un docudrama alemán que consta de tres partes. Narra la historia del arquitecto Albert Speer, nombrado Ministro de Armamento y Producción de Guerra por Hitler en 1942, declarado más tarde criminal de guerra por su relación con el dictador.  
Además de escenas reconstruidas e imágenes de películas de archivo, el documental también utiliza entrevistas con testigos, sobre todo conversaciones con tres de los hijos de Speer, Albert Speer Jr., Arnold Speer y Hilde Schramm. 

## Argumento

### Parte 1: "Germania - La locura"
Albert Speer aparece sentado en su celda en Núremberg y se prepara para el juicio con su abogado defensor Hans Flächsner.  
En sus pensamientos, el antiguo arquitecto estrella recuerda su fatídica "amistad" con Adolf Hitler, quien le ascendió y le nombró Ministro de Armamento tras la muerte accidental de Fritz Todt, su antecesor. 
Él y Hitler planearon la construcción de Germania, la metrópolis mundial por excelencia. Partes enteras de Berlín deberían ser derribadas y sustituidas por la nueva ciudad. Speer hizo los preparativos, pero afirma no saber nada de las deportaciones de los judíos de Berlín ni de los crímenes cometidos en el frente oriental. 

### Parte 2: “Núremberg – El proceso”
A través de una película que muestra las atrocidades cometidas en los campos de concentración y del escrito de acusación, Albert Speer empieza a admitir su complicidad en los crímenes de Hitler. Inculpa a sus antiguos compañeros de partido, entre ellos a Fritz Sauckel, procurándose así más enemigos entre los acusados en los juicios; aunque también gana un simpatizante: el fiscal estadounidense Robert H. Jackson. A pesar de su negativa, Speer recuerda su visita al campo de concentración Dora-Mittelbau y haber aprobado la construcción de una ampliación de Auschwitz. Tras un año de juicios, Albert es condenado a veinte años de prisión. Otros acusados como Fritz Sauckel y Hans Frank fueron condenados a muerte por ahorcamiento.  

### Parte 3: "Spandau – El castigo"
El detenido Número 5 (Albert Speer) es internado en la prisión de Spandau para criminales de guerra junto con otros seis acusados (Baldur von Schirach, Karl Dönitz, Konstantin von Neurath, Erich Raeder, Walther Funk y Rudolf Heß).  
Albert Speer pasa su tiempo en la cárcel paseando por el patio y escribiendo diarios, mientras que fuera sus hijos crecen y se constituyen la República Federal Alemana (RFA) y la República Democrática Alemana (RDA). Estos diarios los envía el médico de la prisión al arquitecto Rudolf Wolters en Coesfeld (Renania), quien los guardó hasta la liberación de Speer con la esperanza de obtener beneficio económico con su publicación. Transcurren veinte años en los que Speer desarrolla técnicas de supervivencia y en los que su familia tiene que aprender a convivir con ser identificados como familiares de un criminal de guerra. Mientras que Karl Dönitz siempre permaneció fiel al régimen de Hitler, Speer comprendió hacía mucho tiempo que Germania nunca podría haberse hecho realidad. 
Veinte años después, en 1966, Speer fue liberado. 

### Documental: Epílogo – El engaño
En esta tercera parte del documental se muestran los esfuerzos de Speer por construir una imagen de sí mismo a partir de la publicación de su diario y sus memorias que le haga aparecer como una persona apolítica, seducida por el poder. Entre los principales entrevistadores se encuentran Wolf Jobst Siedler, editor de Speer, y Joachim Fest, que ayudó a Speer a editar sus libros. Ambos relatan su sensación de haber sido manipulados por Speer y de haber sigo engañados por una figura mitificada. 
Además, hay escenas con el sobrino de Speer, Wolf Speer, que en sus conversaciones con historiadores y antiguos prisioneros de campos de concentración recibe información sobre la magnitud de los crímenes e implicación de su tío; al igual que las entrevistas con Friedrich, hijo del arquitecto Rudolf Wolters, el cual se entera a edad avanzada de detalles sobre la adoración a Hitler a través de la película.

## Emisión en Alemania
La primera parte, emitida por primera vez el 9 de mayo de 2005, fue seguida por una audiencia total de 4,07 millones de telespectadores, lo que supone el 12,4% de la cuota de pantalla. En lo que respecta al índice de audiencia este fue de 1,5 millones de personas, el 10,7% de la cuota de pantalla.
La tercera parte fue vista por un total de 3,64 millones de espectadores, un 12,4% de la cuota. La parte que se añadió al último episodio el 12 de mayo de 2005 fue seguida por 1,23 millones de espectadores, lo que equivale al 11% de la cuota de pantalla.

## Crítica
"La película suscita la cuestión del contexto histórico de la República Federal de Alemania, en la que las distorsiones y mentiras de Speer encontraron un amplio y benévolo eco"
- Lexikon des internationalen Films (español: Léxico de películas internacionales)

## Premios
La trilogía ganó el premio Romy (Austria) a la mejor película para televisión y el premio alemán Jupiter al mejor largometraje para televisión en 2006. El actor Sebastian Koch, que interpretó a Speer, fue premiado por su interpretación en 2005 con el Premio de la Televisión Bávara y el Premio de la Televisión Alemana al mejor actor de telefilme. 

## Enlaces
- Speer und Er en Internet Movie Database (inglés)
- Speer und Er en filmportal.de
- Speer und Er en FilmAfinnity (español)
- Speer, íntimas confesiones en ABC (español)